# Nai Merriam

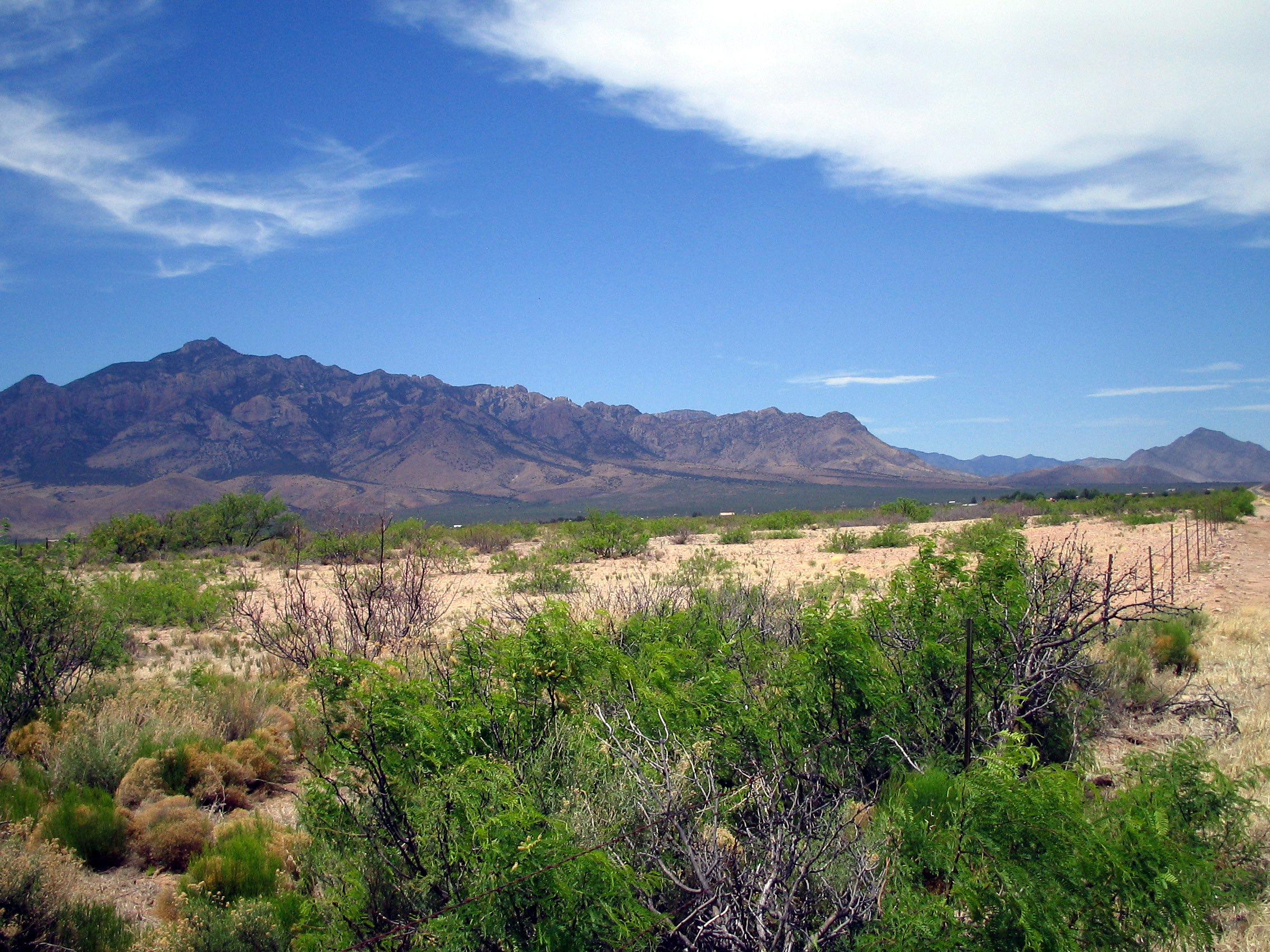
Khu vực phát hiện loài nai này ngày nay

Nai Merriam (Danh pháp khoa học: Cervus canadensis merriami) là một phân loài của loài nai sừng xám. Loài nai này đã bị tuyệt chủng. Chúng được nhìn thấy một lần và được tìm thấy ở các vùng đất khô cằn của miền tây nam Hoa Kỳ, chủ yếu là Arizona.

## Tuyệt chủng
Kể từ khi sự xuất hiện của người châu Âu, việc không được kiểm soát sự săn bắn hươu nai quá mức và chăn thả gia súc đã đẩy phân loài này vào con đường tuyệt chủng vào hơn một thế kỷ trước, với ngày tháng chính xác coi là năm 1906.
Một phân loài nai sừng xám, Nai sừng xám miền Đông ("Cervus canadensis canadensis") cũng đã bị tuyệt chủng ở một khoảng thời gian tương tự. Không có nhiều thông tin khác được biết về phân loài này vì nó đã trở thành tuyệt chủng trước khi những nghiên cứu đã được thực hiện. Nai sừng xám từ Vườn quốc gia Yellowstone đã được du nhập đến khu vực này vào năm 1913, và trở nên phổ biến trong khu vực hiện nay.